# IC 698
IC 698 ist eine Spiralgalaxie Radiogalaxie vom Hubble-Typ Sb im Sternbild Löwe an der Ekliptik. Sie ist schätzungsweise 275 Millionen Lichtjahre von der Milchstraße entfernt und hat einen Durchmesser von etwa 80.000 Lichtjahren.

Im selben Himmelsareal befinden sich u. a. die Galaxien IC 696, IC 699, IC 2857, IC 2867.
Das Objekt wurde am 31. März 1892 vom österreichischen Astronomen Rudolf Spitaler entdeckt.